# Bicyclus evadne
Bicyclus evadne е вид пеперуда от семейство Nymphalidae. Видът не е застрашен от изчезване.

## Разпространение и местообитание
Разпространен е в Габон, Гана, Гвинея, Демократична република Конго, Екваториална Гвинея, Камерун, Кот д'Ивоар, Либерия, Нигерия, Сиера Леоне и Централноафриканска република.
Обитава гористи местности, крайбрежия и блата, мочурища и тресавища.